# فهرست نقش‌آفرینی‌های پگاه آهنگرانی
پگاه آهنگرانی (زادهٔ ۲ مرداد ۱۳۶۳ در اراک) بازیگر و مستندساز ایرانی است. پگاه فرزند منیژه حکمت، از کارگردانان ایرانی، و جمشید آهنگرانی، کارگردان سینما است.

## سینما
| سال  | نام فیلم              | کارگردان         | توضیحات | منبع  |
| ---- | --------------------- | ---------------- | ------- | ----- |
| ۱۴۰۰ | بدون قرار قبلی        | بهروز شعیبی      |         | [ ۱ ] |
| ١٣٩٩ | برای مرجان            | حمید زرگرنژاد    |         |       |
| ١٣٩۹ | بندر بند              | منیژه حکمت       |         |       |
| ۱۳۹۸ | زنبور کارگر           | افشین صادقی      |         |       |
| ۱۳۹۸ | گیسوم                 | نوید به تویی     |         |       |
| ۱۳۹۸ | شیرجه بزرگ            | کریم لک زاده     |         |       |
| ۱۳۹۵ | سارا و آیدا           | مازیار میری      |         |       |
| ۱۳۹۵ | پدیده                 | علی احمدزاده     |         |       |
| ۱۳۹۵ | لابی                  | محمدپرویزی       |         |       |
| ۱۳۹۵ | قاتل اهلی             | مسعود کیمیایی    |         | [ ۲ ] |
| ۱۳۹۴ | هفت ماهگی             | هاتف علیمردانی   |         |       |
| ۱۳۹۴ | تیک آف                | احسان عبدی‌پور    |         |       |
| ۱۳۹۴ | خشکسالی و دروغ (فیلم) | پدرام علیزاده    |         |       |
| ۱۳۹۳ | نزدیکتر               | مصطفی احمدی      |         |       |
| ۱۳۹۳ | از نفس افتاده         | داریوش غذبانی    |         |       |
| ۱۳۹۳ | موقت                  | امیر عزیزی       |         |       |
| ۱۳۹۳ | جامه‌دران              | حمیدرضا قطبی     |         |       |
| ۱۳۹۳ | خانه دختر             | شهرام شاه‌حسینی   |         |       |
| ۱۳۹۳ | مادر قلب اتمی         | علی احمدزاده     |         |       |
| ۱۳۹۲ | مهمونی کامی           | علی احمدزاده     |         |       |
| ۱۳۹۱ | دربند                 | پرویز شهبازی     |         |       |
| ۱۳۹۰ | بی خداحافظی           | احمد امینی       |         |       |
| ۱۳۸۹ | ورود آقایان ممنوع     | رامبد جوان       |         |       |
| ۱۳۸۹ | آقا یوسف              | علی رفیعی        |         |       |
| ۱۳۸۸ | طبقه سوم              | بیژن میرباقری    |         |       |
| ۱۳۸۷ | راه آبی ابریشم        | محمد بزرگ‌نیا     |         |       |
| ۱۳۸۷ | شیرین                 | عباس کیارستمی    |         |       |
| ۱۳۸۷ | زادبوم                | ابوالحسن داوودی  |         |       |
| ۱۳۸۷ | صداها                 | فرزاد مؤتمن      |         |       |
| ۱۳۸۶ | هر کس سینمای خودش     | –                |         |       |
|      | آتش سبز               | محمدرضا اصلانی   |         |       |
|      | خواب زمستانی          | سیامک شایقی      |         |       |
| ۱۳۸۵ | سه زن                 | منیژه حکمت       |         |       |
| ۱۳۸۴ | خنگ آباد              | مهدی اباسلط      |         |       |
| ۱۳۸۴ | دختری به شکل بهار     | جواد کراچی       |         | [ ۳ ] |
| ۱۳۸۳ | عشق وتجارت            | شهریار پارسی پور |         | [ ۴ ] |
| ۱۳۸۲ | مکس                   | سامان مقدم       |         |       |
| ۱۳۸۰ | مربای شیرین           | مرضیه برومند     |         |       |
| ۱۳۸۰ | زندان زنان            | منیژه حکمت       |         |       |
| ۱۳۸۰ | مستند روزگار ما       | رخشان بنی اعتماد |         |       |
| ۱۳۷۷ | دختری با کفش‌های کتانی | رسول صدرعاملی    |         |       |
| ۱۳۶۹ | گربه آوازخوان         | کامبوزیا پرتوی   |         |       |

## نمایش
| سال  | نام نمایش                             | نویسنده    | کارگردان      | توضیحات | منبع  |
| ---- | ------------------------------------- | ---------- | ------------- | ------- | ----- |
| ۱۳۹۷ | دستورالعمل‌های پرواز برای خدمه و خلبان |            | فرهاد فزونی   |         | [ ۵ ] |
| ۱۳۹۲ | ریچارد سوم                            |            | مهدی کوشکی    |         | [ ۶ ] |
| ۱۳۹۰ | پاورقی                                |            | احمد کچه چیان |         | [ ۷ ] |
| ۱۳۹۰ | شرق شرق است                           |            | مسعود رایگان  |         |       |
| ۱۳۸۹ | متولد ۱۳۶۱                            | نغمه ثمینی | پیام دهکردی   |         |       |
| ۱۳۸۹ | منهای دو                              |            | داوود رشیدی   |         |       |

## کارگردانی
۱۴۰۳
کودک سرباز
مستند کوتاه

| سال  | نام                      | توضیحات                                      | منبع   |
| ---- | ------------------------ | -------------------------------------------- | ------ |
| ۱۴۰۲ | پدرم                     | مستند کوتاه                                  | [ ۸ ]  |
| ۱۴۰۰ | من سعی می‌کنم فراموش نکنم | مستند کوتاه؛ محصول مشترک ایران و جمهوری چک   | [ ۹ ]  |
| ۱۳۹۶ | خانه سینما               |                                              | [ ۱۰ ] |
| ۱۳۹۵ | مردان ارباب جمشید        | مستند نیمه‌بلند؛ کارگردانی مشترک با درنا مدنی | [ ۱۱ ] |
| ۱۳۸۹ | ده‌نمکی‌ها                 | دربارهٔ مسعود ده‌نمکی                          |        |
| ۱۳۸۷ | محاکات غزاله علیزاده     |                                              | [ ۱۲ ] |
| ۱۳۸۴ | تماشاخانه                |                                              |        |
| ۱۳۸۰ | سیب                      | باهمکاری سیامک نصیری زیبا                    |        |

## تهیه کنندگی
| سال  | نام       | تهیه کننده    | توضیحات                    | منبع |
| ---- | --------- | ------------- | -------------------------- | ---- |
| ۱۳۸۹ | ده نمکی‌ها | پگاه آهنگرانی | دربارهٔ مسعود ده نمکی       |      |
| ۱۳۸۴ | تماشاخانه | پگاه آهنگرانی |                            |      |
| ۱۳۸۰ | سیب       | پگاه آهنگرانی | باهمکاری سیامک نصیری زیبا. |      |

## تدوین
| سال  | نام                  | تدوین         | توضیحات | منبع   |
| ---- | -------------------- | ------------- | ------- | ------ |
| ۱۳۸۷ | محاکات غزاله علیزاده | پگاه آهنگرانی |         | [ ۱۲ ] |

## مجری طرح
| سال  | نام                  | مجری طرح      | کارگردان   | توضیحات | منبع   |
| ---- | -------------------- | ------------- | ---------- | ------- | ------ |
| ۱۳۹۲ | عقاید یک آکتور سینما | پگاه آهنگرانی | منیژه حکمت |         | [ ۱۳ ] |

## ویدئو پرفورمنس
| سال  | نام                                   | ویدئو پرفورمنس | کارگردان    | توضیحات | منبع             |
| ---- | ------------------------------------- | -------------- | ----------- | ------- | ---------------- |
| ۱۳۹۱ | نزدیک‌تر بیا… نزدیک‌تر… نزدیک‌تر از این؟ | پگاه آهنگرانی  | محمد پرویزی |         | [ ۱۴ ]           |
|      | استخوان                               | پگاه آهنگرانی  |             |         | [ نیازمند منبع ] |